# Uniemysł
Uniemysł – staropolskie imię męskie. Składa się z członu Unie- ("lepszy") -mysł ("myśleć"). Może zatem oznaczać "ten, który ma jaśniejszy umysł (od innych)"; "ten, który ma dobre myśli".
Uniemysł imieniny obchodzi 3 lutego.